# Ochropleura geochroides
Ochropleura geochroides is een vlinder uit de familie van de uilen (Noctuidae). De wetenschappelijke naam van de soort is voor het eerst geldig gepubliceerd in 1948 door Boursin.